# Родригес, Максимильяно
Максимилья́но Рубе́н (Ма́кси) Родри́гес (исп. Maximiliano Rubén «Maxi» Rodríguez; родился 2 января 1981 г. в Росарио, Аргентина) — аргентинский футболист. Выступал за сборную Аргентины.

## Биография

### Клубная карьера
Максимильяно Родригес является воспитанником клуба «Ньюэллс Олд Бойз» из родного Росарио. В основном составе «прокажённых» дебютировал 14 ноября 1999 года в матче чемпионата Аргентины против «Униона» из Санта-Фе (1:1). Макси поучаствовал в голевой комбинации своей команды.
В 2001 году перешёл на правах аренды в «Реал Овьедо», с 2002 по 2005 год выступал за «Эспаньол», а следующие пять лет провёл в «Атлетико Мадрид». В 2007 году выиграл с «матрасниками» Кубок Интертото. Провёл восемь матчей и забил один гол в розыгрыше Лиги Европы 2009/10, который в итоге выиграл «Атлетико».
В начале января 2010 года появились сообщения о том, что Родригес, контракт которого с «Атлетико» истекает летом 2010 года, намерен перебраться в другой клуб, чтобы получить игровую практику и заслужить путёвку на чемпионат мира в ЮАР. Как предполагалось, Макси, скорее всего, перейдёт в «Ливерпуль» Рафаэля Бенитеса. С каждым днём количество слухов всё росло, и некоторые английские издания сообщили даже, что Родригес готов пойти на сокращение зарплаты, лишь бы уйти. 13 января было официально объявлено о том, что Макси подписал контракт с «красными», по которому проведёт на «Энфилде» следующие три с половиной года. В конце сезона 2010/11 оформил два хет-трика в ворота «Бирмингема» и «Фулхэма». В 2012 году завовевал с «красными» Кубок английской лиги.
13 июля 2012 года вернулся в родной «Ньюэллс Олд Бойз». Команда находилась на грани вылета из Примеры, однако вдохновенная игра Макси Родригеса позволила полностью перестроить игру, и в 2013 году «Ньюэллс» спустя девять лет стал чемпионом Аргентины (Финаль). Макси был признан лучшим футболистом Аргентины 2013 года из числа игроков, выступающих на родине. В 2014 году поделил звание лучшего бомбардира чемпионата Аргентины с Лукасом Пратто и Сильвио Ромеро — все трое забили по 11 мячей.
В 2017—2018 годах выступал за «Пеньяроль» и дважды подряд становился чемпионом Уругвая. Вернулся в НОБ в январе 2019 года. В 2020 году вышел на второе место в истории «Ньюэллса» по числу забитых голов. 24 ноября 2021 года забил победный гол своей команды в матче чемпионата Аргентины против «Сентраль Кордовы» (Сантьяго-дель-Эстеро) (1:0). Через два дня 40-летний Макси Родригес объявил о завершении карьеры футболиста.

### В сборной
За сборную Аргентины Макси Родригес выступал с 2003 по 2015 год. За это время он провёл 57 матчей и забил 16 голов. Принял участие в трёх чемпионатах мира (2006, 2010 и 2014 годов). В 2014 году с «альбиселесте» дошёл до финала Мундиаля. Также Родригес занял второе место на Кубке конфедераций в 2005 году. Является чемпионом мира 2001 года в составе молодёжной сборной Аргентины.

#### Голы за сборную
| Гол | Дата             | Место                                            | Соперник            | Счёт | Итог             | Турнир                      |
| --- | ---------------- | ------------------------------------------------ | ------------------- | ---- | ---------------- | --------------------------- |
| 1.  | 8 июня 2003      | Нагаи, Осака, Япония                             | Япония              | 4:1  | 4:1              | Товарищеский                |
| 2.  | 17 августа 2005  | Стадион имени Ференца Пушкаша, Будапешт, Венгрия | Венгрия             | 1:0  | 2:1              | Товарищеский                |
| 3.  | 30 мая 2006      | Ареки, Салерно, Италия                           | Ангола              | 1:0  | 2:0              | Товарищеский                |
| 4.  | 16 июня 2006     | Фельтинс-Арена, Гельзенкирхен, Германия          | Сербия и Черногория | 1:0  | 6:0              | Чемпионат мира 2006         |
| 5.  | 16 июня 2006     | Фельтинс-Арена, Гельзенкирхен, Германия          | Сербия и Черногория | 3:0  | 6:0              | Чемпионат мира 2006         |
| 6.  | 24 июня 2006     | Центральный стадион, Лейпциг, Германия           | Мексика             | 2:1  | 2:1 (доп. время) | Чемпионат мира 2006         |
| 7.  | 22 августа 2007  | Уллевол, Осло, Норвегия                          | Норвегия            | 1:2  | 1:2              | Товарищеский                |
| 8.  | 4 июня 2008      | Квалком, Сан-Диего, США                          | Мексика             | 3:0  | 4:1              | Товарищеский                |
| 9.  | 19 ноября 2008   | Хэмпден Парк, Глазго, Шотландия                  | Шотландия           | 1:0  | 1:0              | Товарищеский                |
| 10. | 28 марта 2009    | Момументаль, Буэнос-Айрес, Аргентина             | Венесуэла           | 3:0  | 4:0              | Отборочный турнир к ЧМ-2010 |
| 11. | 24 мая 2010      | Момументаль, Буэнос-Айрес, Аргентина             | Канада              | 1:0  | 5:0              | Товарищеский                |
| 12. | 24 мая 2010      | Момументаль, Буэнос-Айрес, Аргентина             | Канада              | 2:0  | 5:0              | Товарищеский                |
| 13. | 10 сентября 2013 | Дефенсорес дель Чако, Асунсьон, Парагвай         | Парагвай            | 5:2  | 5:2              | Отборочный турнир к ЧМ-2014 |
| 14. | 15 октября 2013  | Сентенарио, Монтевидео, Уругвай                  | Уругвай             | 1:1  | 2:3              | Отборочный турнир к ЧМ-2014 |
| 15. | 15 октября 2013  | Сентенарио, Монтевидео, Уругвай                  | Уругвай             | 2:2  | 2:3              | Отборочный турнир к ЧМ-2014 |
| 16. | 4 июня 2014      | Момументаль, Буэнос-Айрес, Аргентина             | Тринидад и Тобаго   | 3:0  | 3:0              | Товарищеский                |

## Титул и достижения
Командные
- Обладатель Кубка Интертото (1): 2007
- Победитель Лиги Европы (1): 2009/10 (постфактум)
- Обладатель Кубка Лиги (1): 2011/12
- Чемпион Аргентины (1): Финаль 2013
- Чемпион Уругвая (2): 2017, 2018
- Обладатель Суперкубка Уругвая (1): 2018
- Вице-чемпион мира (1): 2014
- Чемпион мира (до 20 лет) (1): 2001

Личные
- Футболист года в Аргентине (1): 2013
- Лучший бомбардир чемпионата Аргентины (1): 2014 (11 голов)
- Участник символической сборной года Южной Америки (1): 2013
- Второй бомбардир в истории клуба «Ньюэллс Олд Бойз» — 94 гола

## Клубная статистика
| Клуб             | Сезон   | Лига | Лига | Кубки | Кубки | Еврокубки | Еврокубки | Итого | Итого |
| Клуб             | Сезон   | Игры | Голы | Игры  | Голы  | Игры      | Голы      | Игры  | Голы  |
| ---------------- | ------- | ---- | ---- | ----- | ----- | --------- | --------- | ----- | ----- |
| Ливерпуль        | 2011/12 | 10   | 4    | 6     | 1     | 0         | 0         | 13    | 5     |
| Ливерпуль        | 2010/11 | 28   | 10   | 1     | 0     | 6         | 0         | 35    | 10    |
| Ливерпуль        | 2009/10 | 17   | 1    | 0     | 0     | 0         | 0         | 17    | 1     |
| Итого            |         | 55   | 15   | 7     | 1     | 6         | 0         | 65    | 16    |
| Атлетико Мадрид  | 2009/10 | 14   | 2    | 2     | 5     | 8         | 1         | 24    | 8     |
| Атлетико Мадрид  | 2008/09 | 33   | 6    | 0     | 0     | 6         | 3         | 39    | 9     |
| Атлетико Мадрид  | 2007/08 | 35   | 8    | 0     | 0     | 4         | 0         | 39    | 8     |
| Атлетико Мадрид  | 2006/07 | 10   | 6    | 0     | 0     | 0         | 0         | 10    | 6     |
| Атлетико Мадрид  | 2005/06 | 29   | 10   | 4     | 1     | 0         | 0         | 33    | 11    |
| Итого            |         | 121  | 32   | 6     | 6     | 18        | 4         | 145   | 42    |
| Эспаньол         | 2004/05 | 37   | 15   | 0     | 0     | 0         | 0         | 37    | 15    |
| Эспаньол         | 2003/04 | 37   | 4    | 0     | 0     | 0         | 0         | 37    | 4     |
| Эспаньол         | 2002/03 | 37   | 7    | 0     | 0     | 0         | 0         | 37    | 7     |
| Итого            |         | 111  | 26   | 0     | 0     | 0         | 0         | 111   | 26    |
| Ньюэлс Олд Бойс  | 2001/02 | 33   | 15   | 0     | 0     | 0         | 0         | 33    | 15    |
| Ньюэлс Олд Бойс  | 2000/01 | 18   | 5    | 0     | 0     | 0         | 0         | 18    | 5     |
| Ньюэлс Олд Бойс  | 1999/00 | 6    | 0    | 0     | 0     | 0         | 0         | 6     | 0     |
| Итого            |         | 57   | 20   | 0     | 0     | 0         | 0         | 57    | 20    |
| Всего за карьеру |         | 334  | 89   | 7     | 6     | 24        | 4         | 365   | 99    |